# Immunoscore
L' Immunoscore è uno strumento prognostico utilizzato per la quantificazione in situ di infiltrati di cellule immunitarie sia al centro che alla periferia del tumore; permette di ottenere dei dati considerati migliori a quelli ottenuti tramite TNM nella stadiazione del carcinoma del colon-retto. In altri tumori l'immunoscore non è stato ancora ben caratterizzato.
È basato sulle scoperte del 2006 di Jerome Galon che scoprì il ruolo positivo dei linfociti T citotossici e della memoria nella sopravvivenza dei pazienti affetti da carcinoma del colon-retto.

## Immunoscore come settimo hallmark del cancro
Il cancro è una patologia eterogenea e complessa, caratterizzata comunque dai suoi "6 hallmarks" tra cui:
1. signaling di proliferazione continui e incontrollati;
2. signaling inefficiente di soppressione della crescita;
3. invasione attiva (capacità di metastatizzare);
4. immortalità replicativa
5. induzione dell'angiogenesi
6. resistenza alla morte cellulare programmata.[2]

Un ennesimo hallmark è stato introdotto agli inizi del 21simo secolo: egli sosteneva il ruolo fondamentale del sistema immunitario nella cancerogenesi; per potersi sviluppare il cancro ha bisogno di evitare l'attacco da parte del sistema immunitario. Il sistema comunemente utilizzato per la classificazione e la stadiazione del cancro è il TNM: sebbene sia utilizzato da oltre 80 anni non è in grado di fornire informazioni prognostiche complete (l'esito clinico di un tumore può variare significativamente tra pazienti allo stesso stadio di progressione tumorale, identificato su base istologica). Questo metodo infatti non riesce ad incorporare gli effetti della risposta immunitaria dell'ospite e si focalizza solo sulle cellule tumorali.
L'immunoscore, al contrario, quantizza gli effetti della risposta immunitaria dell'ospite, migliorando così la sensibilità prognostica delle procedura.
Nello specifico l'immunoscore quantizza la densità di due popolazioni linfocitarie T:
1. CD3/CD8;,
2. CD3/CD45RO o CD8/CD45RO.

La quantizzazione avviene sia al centro che alla periferia del tumore. L'immunoscore permette di generare un punteggio che oscilla da 0 (I0, quando vi è una scarsa densità di entrambi i citotipi in entrambe le regioni) a 4 (I4, quando in entrambe le regioni si riscontrano elevate densità di cellule immunitarie).